# Carpineto
Pour les articles homonymes, voir Carpineto (homonymie).
Carpineto (parfois francisé en Carpinéto) est une commune française située dans la circonscription départementale de la Haute-Corse et le territoire de la collectivité de Corse. Le village appartient à la piève d'Orezza, en Castagniccia.

## Géographie

### Situation
Carpineto se situe au cœur de la Castagniccia, dans le canton d'Orezza-Alesani (chef-lieu Piedicroce). C'était un habitat de l'ancienne pieve d'Orezza.

## Urbanisme

### Typologie
Au 1er janvier 2024, Carpineto est catégorisée commune rurale à habitat très dispersé, selon la nouvelle grille communale de densité à sept niveaux définie par l'Insee en 2022.
Elle est située hors unité urbaine et hors attraction des villes,.

### Occupation des sols
L'occupation des sols de la commune, telle qu'elle ressort de la base de données européenne d’occupation biophysique des sols Corine Land Cover (CLC), est marquée par l'importance des forêts et milieux semi-naturels (100 % en 2018), une proportion identique à celle de 1990 (100 %). La répartition détaillée en 2018 est la suivante : 
forêts (100 %). L'évolution de l’occupation des sols de la commune et de ses infrastructures peut être observée sur les différentes représentations cartographiques du territoire : la carte de Cassini (XVIIIe siècle), la carte d'état-major (1820-1866) et les cartes ou photos aériennes de l'IGN pour la période actuelle (1950 à aujourd'hui).

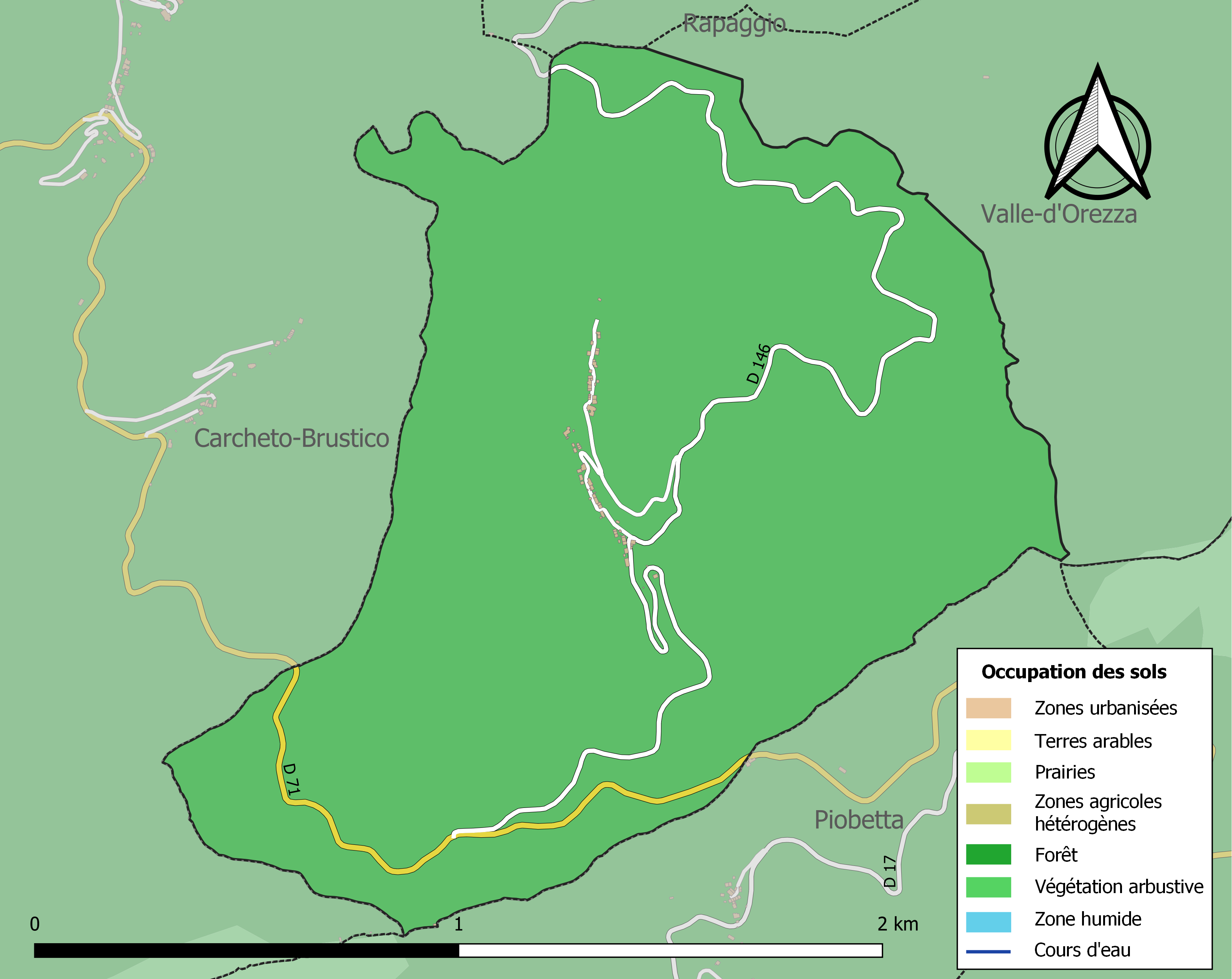
Carte des infrastructures et de l'occupation des sols de la commune en 2018 (CLC).

## Toponymie
Le nom corse de la commune est Carpinetu [kɛrpiˈnɛːdu], signifiant « lieu planté de charmes ». Ses habitants sont les Carpinitacci.

## Histoire

### Moyen Âge
Au Moyen Âge, vers 1520, Carpineto était un habitat de la piève d'Oreza. La piève comptait environ 5 000 habitants et avait pour lieux habités : la Campana, la Ponticagia, lo Fossato, le Bulianache, le Celle, lo Poggiolo, Nocario, Acqua Fredola, lo Zuccarello, l’Erbagio, lo Petricagio, le Verallese, Campo Rotundo, Campo Donico, Siliura, lo Pigiale, lo Pè di Oreza, Pozolo, la Casalta, Piano, lo Pèdelaciore, la Fontana, le Duchelagie, lo Satoio, Patrimonio, Pastorechia, Stazone, le Piazole, le Ghilardagie, le Francolachie, lo Pastino, Osto, le Pichiaragie, Casabuona, Marmurio, lo Pogile, Casinegri, lo Gallico, la Casanova, la Penra buona, la Parata, lo Pogio, lo Pè di Petro, Tramica, le Pogie, Rapagio, Granagiolle, l’Olmo, Carpineto, Posatoio, Brosteco, lo Colle, Carcheto, lo Sorbello, lo Castello, lo Pè di Albertino, le Maistragie.

## Politique et administration

### Liste des maires
| Période                                  | Période  | Identité       | Étiquette | Qualité |
| ---------------------------------------- | -------- | -------------- | --------- | ------- |
| avant 1988                               | ?        | Ange Chipponi  |           |         |
| mars 2008                                | En cours | Marcel Ferrari | DVG       | Employé |
| Les données manquantes sont à compléter. |          |                |           |         |

## Démographie
L'évolution du nombre d'habitants est connue à travers les recensements de la population effectués dans la commune depuis 1800. Pour les communes de moins de 10 000 habitants, une enquête de recensement portant sur toute la population est réalisée tous les cinq ans, les populations de référence des années intermédiaires étant quant à elles estimées par interpolation ou extrapolation. Pour la commune, le premier recensement exhaustif entrant dans le cadre du nouveau dispositif a été réalisé en 2008.

En 2022, la commune comptait 37 habitants, en évolution de +15,63 % par rapport à 2016 (Haute-Corse : +5,15 %, France hors Mayotte : +2,11 %).
| 1800 | 1806 | 1821 | 1831 | 1836 | 1841 | 1846 | 1851 | 1856 |
| ---- | ---- | ---- | ---- | ---- | ---- | ---- | ---- | ---- |
| 283  | 414  | 316  | 247  | 324  | 369  | 350  | 358  | 274  |

| 1861 | 1866 | 1872 | 1876 | 1881 | 1886 | 1891 | 1896 | 1901 |
| ---- | ---- | ---- | ---- | ---- | ---- | ---- | ---- | ---- |
| 306  | 300  | 277  | 305  | 330  | 358  | 307  | 317  | 320  |

| 1906 | 1911 | 1921 | 1926 | 1931 | 1936 | 1946 | 1954 | 1962 |
| ---- | ---- | ---- | ---- | ---- | ---- | ---- | ---- | ---- |
| 216  | 196  | 173  | 142  | 165  | 136  | 125  | 102  | 91   |

| 1968 | 1975 | 1982 | 1990 | 1999 | 2006 | 2008 | 2013 | 2018 |
| ---- | ---- | ---- | ---- | ---- | ---- | ---- | ---- | ---- |
| 71   | 36   | 29   | 15   | 11   | 23   | 26   | 30   | 33   |

| 2022 | - | - | - | - | - | - | - | - |
| ---- | - | - | - | - | - | - | - | - |
| 37   | - | - | - | - | - | - | - | - |

## Culture locale et patrimoine

### Patrimoine naturel

#### Parc naturel régional
Carpineto est une commune adhérente au parc naturel régional de Corse, dans son « territoire de vie » appelé Castagniccia.

#### ZNIEFF Châtaigneraies de la petite Castagniccia
La commune est concernée par une zone naturelle d'intérêt écologique, faunistique et floristique de 2e génération : la ZNIEFF 940004146 - Châtaigneraies de la petite Castagniccia.
La zone d'une superficie de 10 559 ha, correspond au territoire appelé localement « la petite Castagniccia ». La végétation, typique de la zone qui bénéficie de conditions climatiques tempérées et humides, est dominée par les châtaigneraies. Les chênaies très présentes, tendent à les remplacer.

### Lieux et monuments

#### Patrimoine sacré

##### Église de l'Immaculée-Conception
L'église paroissiale de l'Immaculée-Conception (Chiesa di a Cuncezzione) date de 1775 comme indiqué au-dessus de la porte Sud. L'édifice porte également gravé « A. D. 1873 », année de son agrandissement. Il a été récemment restauré.
L'église paroissiale de l'Immaculée-Conception est reprise à l'Inventaire général du patrimoine culturel (dossier versé le 20 décembre 2001).

#### Patrimoine civil

##### Maisons du village
Sur un bâti de 54 maisons recensées par l'INSEE, 27 sont repérées et 7 étudiées. Ces bâtiments qui datent du XVIe siècle au XVIIIe siècle, sont tous en schiste, la pierre locale, avec des couvertures d'ardoise, matériau traditionnellement utilisé en Castagniccia.
Ces maisons sont reprises à l'Inventaire général du patrimoine culturel (dossier versé le 20 décembre 2001. Elles sont détaillées sur la base Mérimée.

##### Autres
- Monument aux morts. Il est situé sur la Piazza a Chiesa di a Cuncezzione. Y sont portés les noms des 14 enfants du village morts durant la Première Guerre mondiale.

## Pour approfondir